# João Mendes Rosa
João Mendes Rosa (Freguesia da Sé, Guarda, 14 de fevereiro de 1968 - Oeiras, 7 de dezembro de 2021) foi um ensaísta, ficcionista, poeta, dramaturgo, historiador, museólogo, arqueólogo e artista plástico português. Foi diretor do Museu Arqueológico do Fundão, diretor do Museu Arqueológico Municipal José Monteiro entre 2007 e 2015, diretor do Museu Regional da Guarda de 2016 a 2020 e, a partir de 2020, foi também o responsável pela Divisão de Cultura e Artes da Câmara de Oeiras.

## Início de vida e formação
Mendes Rosa nasceu na Freguesia da Sé, na Guarda, no dia 14 de fevereiro de 1968. Formado em História e em Ensino de Educação Visual e Tecnológica, foi mestre em Arqueologia pela Universidade de Salamanca, onde também foi investigador a partir de 2005 e a sua tese foi aprovada pelo júri com nota máxima por unanimidade e louvor. Em 2010 torna-se doutor pela mesma universidade, apresentando uma tese denominada "A Sociedade Romana na Beira Interior através da Epigrafia Latina".

## Arqueologia
Na área da arqueologia, Mendes Rosa trabalhou em prospecções arqueológicas sobre o período romano em Portugal, e colaborou na elaboração de uma Carta Arqueológica do Fundão, juntamente com a arqueóloga Joana Bizarro. Entre 2007 e 2010, co-dirigiu as escavações da villa romana de Ervedal, também no Fundão.

## Literatura
Publicou mais de três dezenas de livros em diversas áreas como poesia, romance, ensaio, crónica, teatro, investigação histórica, paleografia, estudos arqueológicos e artísticos. Mendes Rosa faz parte da geração de poetas nascidos sob Mário Cláudio, sendo um dos autores escolhidos para integrar o ciclo de Poetas do Centro de Estudos Mário Cláudio. Coordenou também, com Maria José Gil Sánchez, a Antologia de poesia amorosa castelhana e portuguesa. Uma das suas obras mais conhecidas, “A Imensidão Insubmissa dos Abismos”, teve o prefácio escrito pela poetisa Ana Luísa Amaral.
Organizou a partir de 2007 vários encontros de literatura e recitais de poesia de a nível ibérico. Organizou e dirigiu também três edições de oficinas de poesia visual em 2017, 2018 e 2019 de homenagem a João Cutileiro, Paula Rego e Sophia de Mello Breyner Andresen, respectivamente. Em 2014 fundou a editora Editorial Capitulum.
Fundou, juntamente com alguns poetas e escritores, a revista literária Praça Nova. Criou o roteiro literário Percurso Unamuniano (Guarda) e foi coautor da Cartografia Literária da Guarda. Foi também coordenador, com Maria Andresen, das comemorações do centenário da escritora Sophia de Mello Breyner Andresen na Guarda.

## Museologia e outras áreas
Colaborou com a Diocese da Guarda na área da Arte Sacra e, em 2010, foi nomeado comissário diocesano do Centenário da República.
Autor e director do primeiro programa museológico do Museu Arqueológico do Fundão e diretor do Museu Regional da Guarda entre 2016 e 2020, a partir de junho de 2020 passou a dirigir a Divisão de Cultura e Artes da Câmara Municipal de Oeiras, município onde também presidiu ao júri do Prémio de Poesia de Oeiras na vertente de Revelação.
Foi director do Museu Arqueológico do Fundão, do Museu Arqueológico Municipal José Monteiro entre 2007 e 2015, do Museu Regional da Guarda de 2016 a 2020 e, a partir de 2020, foi também o responsável pela Divisão de Cultura e Artes da Câmara de Oeiras.
Foi também colaborador regular da RTP em documentários sobre a temática patrimonial e colaborador das Revistas “Munda” (de Coimbra) e “Cielo Salamanca” (de Salamanca). e teve passagem por diversos meios de comunicação, através de artigos de opinião, como no Correio da Manhã, Jornal do Fundão, Notícias da Covilhã, entre outros.

## Prémios
Como museólogo, recebeu os seguintes prémios:
- Prémio de Melhor Museu Nacional (Menção Honrosa) – Museu do Fundão, 2008;
- Prémio de Melhor Revista científica Portuguesa – Eburobriga (1.º Prémio), 2010;
- Prémio Nacional de Melhores Serviços Educativos – (1.º Prémio), 2011;
- Prémio Incorporação (1.º Prémio), 2013.